# Frecheirinha
Frecheirinha là một đô thị thuộc bang Ceará, Brasil. Đô thị này có diện tích 181,24 km², dân số năm 2007 là 12822 người, mật độ 70,75 người/km².